# Cold Fear
Cold Fear – gra komputerowa z gatunku survival horror, wyprodukowana przez francuskie studio Darkworks i wydana przez Ubisoft w 2005 roku na platformy Windows, PlayStation 2 oraz Xbox. Gra koncentruje się na Tomie Hansenie, członku Straży Przybrzeżnej Stanów Zjednoczonych, który przybywa na pomoc rosyjskiemu statkowi wielorybniczemu nad Cieśniną Beringa i odkrywa, że tajemniczy pasożyt zamienił załogę w stworzenia podobne do zombie. Odkrywając zaangażowanie zarówno rosyjskiej mafii, jak i CIA, Hansen postanawia upewnić się, że pasożyty nie dotrą na ląd.
Gra została po raz pierwszy zapowiedziana na targach Electronic Entertainment Expo w 2004 roku. Aby statek mógł realistycznie się toczyć, twórcy musieli napisać zupełnie nowy program (nazwany „edytorem Darkwave”), który pozwolił im kontrolować ruch zarówno w osi pionowej, jak i poziomej. Wykorzystali również wiarygodny model fizyczny do symulacji wzorców ruchu nieożywionych obiektów na statku. Postać gracza wymagała dziewięciokrotnie większej liczby animacji niż dotychczas spotykane w grach z perspektywy trzeciej osoby. Ostatecznie gra zawierała ponad 900 oddzielnych animacji dla wszystkich postaci, pozwalając na ponad 5000 możliwych ruchów postaci. Ścieżka dźwiękowa gry została skomponowana przez Toma Saltę, a Marilyn Manson promował nią utwór ze swojego albumu The Golden Age of Grotesque z 2003 roku.
Cold Fear spotkał się z mieszanymi recenzjami. Chociaż krytycy byli ogólnie pod wrażeniem środowiska i scen początkowych, uznali grę za zbyt krótką i uważali, że nie udało jej się sprostać obiecującemu początkowi.

## Fabuła
Rozgrywka rozpoczyna się w momencie, gdy zespół Navy SEAL trafia na rosyjski statek wielorybniczy „Eastern Spirit” nad Cieśniną Beringa. Podczas eksploracji pokładu oddział zostaje zaatakowany i zgładzony przez niewidzialne istoty, które dosłownie rozrywają funkcjonariuszy na strzępy. Widząc, że jego zespół zniknął, agent specjalny CIA Jason Bennett, który nadzoruje misję z innego miejsca, nakazuje wszystkim innym statkom rządowym w pobliżu zbadanie sprawy. Jego wezwanie zostaje odebrane przez statek Straży Przybrzeżnej USA, USCGC „Ravenswood”, który kieruje się w stronę „Eastern Spirit”. Załoga „Ravenswood” dzieli się na zespoły, ale w ciągu kilku chwil po wejściu na pokład przeżywa tylko jeden; Tom Hansen, były żołnierz sił specjalnych armii amerykańskiej, obecnie służący w Straży Przybrzeżnej Stanów Zjednoczonych, który słyszy przez radio, że jego koledzy zostali zabici. Hansen postanawia zbadać statek i ustalić, co się dzieje.
Jednak gdy tylko wchodzi do wnętrza „Eastern Spirit”, zostaje zaatakowany przez dwóch przerażonych Rosjan, których jest zmuszony zabić. Gdy kontynuuje eksplorację, napotyka mnóstwo spanikowanych Rosjan, z których wszyscy go atakują. Znajduje również kilka potwornie okaleczonych ciał, w tym kapitana „Ravenswood”, porucznika Lansinga. Hansen wkrótce dowiaduje się o stworzeniu znanym jako Exocel, które zostało przypadkowo odkryte przez załogę rosyjskiej platformy wiertniczej Star of Sakhalin, należącej do pułkownika Dmitrija Jusupowa, członka rosyjskiej mafii, i obsadzonej przez majora Jurija Aniszenkę oraz jego zespół najemników. Jusupow zdał sobie sprawę, że Exocele były organizmami pasożytniczymi, które wykorzystywały inne żywe organizmy jako żywicieli, w związku z czym sprowadził dr. Wiktora Kamskiego na Sachalin, aby rozpoczął eksperymenty z infekowaniem różnych gatunków surowicą Exoceli. Eksperymenty te doprowadziły do odkrycia, że Exocele mogą ożywić niedawno zmarłych ludzi i stworzyć antidotum przeciwdziałające infekcji. Hansen udaje się do pokoju radiowego, aby poprosić o pomoc, ale zamiast tego odpowiada mu Bennett z informacją, że Jusupow jest na pokładzie i musi zostać schwytany w celu przesłuchania. Bennett mówi Hansenowi, że jeśli ten znajdzie Jusupowa, CIA wydostanie go ze statku.
Hansen odnajduje Jusupowa, który wyjaśnia mu, że Anna Kamska, córka Wiktora, jest na pokładzie i musi zostać uratowana. Jusupow przywiózł ją na Sachalin, by szantażować Wiktora, że zamieni Exocele w broń biologiczną. Ostatecznie Wiktor i jego kolega, dr Pawieł Bachariew, zaczęli eksperymentować na żywych ludziach, a „Eastern Spirit” wracał z Sachalina, aby zebrać kolejną partię ludzkich okazów dostarczonych przez mafię, gdy doszło do epidemii. Exocel później wybucha z klatki piersiowej Jusupowa, zabijając go. Hansen znajduje Annę, która mówi im, że muszą udać się do pokoju radiowego i skontaktować się z jej ojcem. Oboje kontaktują się z platformą, ale Bachariew mówi Annie, że Kamski zaginął i błaga ją, by nie wracała. Anna odmawia, odpowiadając Bachariewowi, że wkrótce się z nim zobaczy. Hansen i Kamska zawracają statek w kierunku Sachalina, ale ponieważ morze jest wzburzone, nie są w stanie zacumować do platformy. W związku z tym udają się do wroniego gniazda i skaczą ze statku, gdy ten zderza się z platformą. Hansen wykonuje skok, ale Anna wpada do morza.
Hansen wkrótce znajduje Bachariewa, który mówi mu, że aby wyłączyć zagłuszacz radiowy wokół platformy i móc skontaktować się z Bennettem, Hansen będzie potrzebował Aniszenki, aby obejść skaner siatkówki oka. Bachariew zostaje wciągnięty do kanału wentylacyjnego i zabity. Hansen dowiaduje się, że Kamski i Bachariew otrzymali rozkaz uczynienia Exoceli tak niebezpiecznymi, jak to tylko możliwe, co im się udało, ale bez żadnego sposobu na kontrolowanie powstałych stworzeń. Hansen znajduje i zabija Aniszenkę, wyrywając mu oko i używając go do dezaktywacji zagłuszacza radiowego. Po ponownym nawiązaniu kontaktu z Bennettem Hansen zostaje poinformowany, że musi znaleźć laptop Kamskiego i przesłać wyniki badań nad exocelami. W międzyczasie Anna zostaje uratowana z morza przez duże stworzenie i pozostawiona w laboratorium, gdzie zostaje zainfekowana Exocelem. Dostrzegając sytuację na monitorze, Hansen biegnie do laboratorium, aby dostarczyć Annie antidotum.
Hansenowi udaje się dotrzeć do Anny na czas i podać jej antidotum, zanim infekcja zdąży się rozprzestrzenić. Następnie Bennett kontaktuje się z nim, a Hansen obiecuje mu, że jeśli ten przekaże Bennettowi badania, przełożony uratuje Annę. Wkrótce Hansen odkrywa, że Kamski zaraził się szczepem DNA Exocelu, a teraz chce uczynić podobnie z Anną. Hansen znajduje laptop Kamskiego i przesyła dane antidotum do Bennetta. Gdy wściekły Bennett, który oczekiwał więcej, beszta Hansena, ten wraz z Anną zgadza się wysadzić platformę za pomocą materiałów wybuchowych. Gdy Hansen podkłada ładunki, dowiaduje się, że Kamski całkowicie oszalał, a po zainfekowaniu się surowicą Exocelu przeszedł metamorfozę. Gdy Hansen podkłada wszystkie ładunki, udaje się na lądowisko dla śmigłowców, by spotkać się z Anną. Zanim jednak mogą wystartować, zostają zaatakowani przez zmutowanego Kamskiego; tego samego stwora, który uratował Annę z morza. Kamski desperacko pragnie, aby Anna pozostała z nim na platformie, ale Hansen jest w stanie go odeprzeć i zabić. Hansen i Anna uciekają śmigłowcem, podczas gdy platforma eksploduje pod nimi.

## Rozgrywka
Cold Fear to trzecioosobowa strzelanka z gatunku survival horror, w której rozgrywka toczy się z perspektywy trzeciej osoby lub z kamery umieszczonej na ramieniu, w zależności od preferencji gracza.
Głównymi wrogami w grze są rosyjscy najemnicy i różne rodzaje stworzeń podobnych do zombie, znanych jako Exos (stworzenia zainfekowane pasożytniczym organizmem znanym jako Exocel). Exos obejmują Exomutantów (najemników zainfekowanych Exocelami), Exoshades (stworzenia, które doskonale widzą w ciemności), Exospectres (które mogą stać się przejściowo niewidoczne) i Exomasses (niezwykle silne, ale zdeformowane stworzenie stworzone w wyniku nieudanego eksperymentu). Większość zainfekowanych wrogów można powalić dwoma lub trzema strzałami, ale jeśli ich mózg nie zostanie zniszczony, nie umrą i ponownie zaatakują Hansena. Gracze mogą zniszczyć mózgi przeciwników, strzelając im w głowę lub powalając ich i miadżdżąc im głowy. Jeśli wróg zbliży się do Hansena, gracz może wykonać trafienie krytyczne, naciskając kombinację przycisków. Wszystkie Exos noszą w sobie co najmniej jeden Exocel. Gdy jeden z Exos zostanie zabity, Exocel może wyłonić się i zaatakować Hansena lub, jeśli w okolicy znajdują się inne martwe ciała, zainfekować i ponownie je ożywić. Exocele są szybkie, ale bardzo słabe i można je zabić jednym strzałem.
Pierwsza połowa gry rozgrywa się na statku wielorybniczym podczas sztormu, a warunki panujące na pokładzie wpływają na stopień kontroli gracza nad Hansenem. Ponieważ statek nieustannie kołysze się na boki, celowanie jest trudniejsze, chociaż Hansen może chwycić się poręczy, aby zachować równowagę. W niektórych przypadkach statek może kołysać się do tego stopnia, że Hansen ześlizgnie się w kierunku krawędzi i potencjalnie wypadnie za burtę. Na pokładzie znajduje się również wiele zagrożeń środowiskowych, które reagują na ruch statku, takich jak kołyszące się przewody elektryczne i skrzynie przymocowane do lin. Jeśli którykolwiek z tych przedmiotów uderzy Hansena, straci on zdrowie. Fale rozbijające się o pokład statku również mogą zadać Hansenowi obrażenia.
W grze dostępny jest również wskaźnik odporności, który zmniejsza się, gdy gracz wykonuje określone czynności, takie jak bieganie. Jeśli Hansen spadnie z krawędzi statku, może trzymać się burty tak długo, jak długo ma odporność, ale jeśli nie wejdzie z powrotem na pokład wystarczająco szybko, spadnie do oceanu.
W grze nie ma inwentarza i nie można gromadzić ani apteczek, ani amunicji. Paczki zdrowia są zużywane natychmiast po zebraniu, a amunicji nie można zebrać więcej niż pojemność danej broni. Gracze mogą znaleźć amunicję i pakiety zdrowia rozmieszczone w całej grze w określonych z góry miejscach, a także plądrując ciała poległych wrogów.

## Produkcja
Cold Fear został po raz pierwszy zapowiedziany na targach Electronic Entertainment Expo w 2004 roku, kiedy to tytuł został umieszczony na liście nadchodzących gier. 6 października Ubisoft ogłosił, że wyda grę opracowaną przez Darkworks w marcu 2005 roku na PlayStation 2, Xbox i Windows. Była to druga gra Darkworks, po Alone in the Dark: Koszmar powraca z 2001 roku. Grywalna wersja demonstracyjna została wydana w grudniu 2004 roku.
Aby „Eastern Spirit” mógł realistycznie poruszać się podczas sztormu, deweloperzy musieli napisać zupełnie nowy program. Odkryli, że wprawianie statku w ruch było łatwe, ale sprawienie, by reagował na warunki burzowe, było znacznie bardziej skomplikowane. W związku z tym stworzyli całkowicie odrębny edytor przechyłów, zwany edytorem Darkwave, który pozwolił im osobno kontrolować nachylenie (gdy statek porusza się po osi poziomej) i przechył (gdy porusza się po osi pionowej). Połączenie ruchu statku w obu osiach umożliwiło deweloperom stworzenie realistycznie wyglądającej symulacji kołysania się statku. To z kolei pozwoliło im na dokładne zsynchronizowanie ruchu statku z tym, co działo się w grze, bez konieczności korzystania z przerywników filmowych. Jednak stworzenie tak realistycznego systemu ruchu doprowadziło do problemów z kamerą. Według programisty Claude’a Levastre’a, na wczesnym etapie prac nad grą „kamera nieustannie przechodziła przez ściany z powodu ruchu obrotowego. Musieliśmy więc opracować system kontroli bezwładności dla kamery, tak jakby kamerzysta używał Steadicamu za bohaterem”. Kolejną zmianą spowodowaną ruchem statku było zastąpienie oskryptowanych ruchów przedmiotów nieożywionych – prawdziwym modelem fizyki.
Ciągły ruch statku miał również wpływ na animację postaci. Gdy ruch statku osiągnął pewien kąt, Hansen i inne postacie na pokładzie zaczęły się ślizgać. Według Levastre’a model poruszania się Hansena wymagał dziewięciokrotności animacji zwykle spotykanych w grach trzecioosobowych (środek, przód, tył, lewo, prawo i cztery pozycje pośrednie). Ostatecznie Hansen miał 250 oddzielnych animacji, a większość postaci niezależnych – 150. Według Antonina Delboya, głównego animatora gry, „wszystkie decyzje techniczne zostały podjęte na korzyść animacji, zarówno pod względem jakości, jak i ilości, co jest bardzo rzadkie w tego rodzaju projektach”. Podstawowa animacja została stworzona przy użyciu oprogramowania 3D Studio Max. Następnie wykorzystano kinematykę odwrotną do stworzenia dziewięciu animacji kierunkowych, zależnych od kąta nachylenia statku. Delboy twierdził, że łącznie gra zawiera ponad 900 animacji, co umożliwia postaciom ponad 5000 możliwych ruchów. Levastre stwierdził, że „interakcja między burzą a postaciami znajdującymi się na pokładzie czasami tworzy naprawdę zapierające dech w piersiach momenty. Co więcej, udało nam się zaoferować kilka naprawdę intensywnych sekwencji akcji z udziałem znacznie większej liczby wrogów niż w większości gier”.

### Ścieżka dźwiękowa
Marilyn Manson opracował utwór promocyjny do gry, „Use Your Fist and Not Your Mouth”, rozpowszechniany w albumie The Golden Age of Grotesque z 2003 roku.
Ścieżka dźwiękowa została skomponowana przez Toma Saltę. Salta, zatrudniony w listopadzie 2004 roku, przesłał swój pierwszy ukończony utwór 16 listopada. Ukończona ścieżka dźwiękowa została ukończona 23 grudnia. Salta skomponował ponad 20 różnych pojedynczych utworów, a także muzykę do dziewięciu przerywników filmowych.

## Odbiór
Cold Fear otrzymał „mieszane recenzje” na wszystkich trzech platformach; według agregatora Metacritic wersja na PlayStation 2 uzyskała średnią ocen 68% na podstawie trzydziestu dziewięciu recenzji, wersja na Xboksa – 71%, na podstawie czterdziestu jeden recenzji, a wersja na Windows – 66%, na podstawie trzynastu recenzji.
Kristan Reed z Eurogamera nie był pod wrażeniem gry, nazywając ją „nieco niedorobioną”. Pochwalił otwarcie gry, argumentując, że podobnie jak sam Hansen, gracz odczuwa silne poczucie dezorientacji, gdy przyzwyczaja się do przebywania na statku w środku burzy. Czuł jednak, że mocne otwarcie szybko ustępuje miejsca banałom. Był bardzo krytyczny wobec braku mapy, argumentując, że ponieważ wszystkie środowiska wyglądają podobnie, gubienie się w świecie gry jest na porządku dziennym. Carrie Gouskos z GameSpotu argumentowała: „Atmosferycznie Cold Fear jest wtórny i przewidywalny, a szkoda, biorąc pod uwagę, że momentami jest to przyjemna gra akcji”. Chociaż pochwaliła sceny plenerowe na łodzi, uznała, że było ich za mało, a zbyt wiele akcji odbywało się w „monotonnych pomieszczeniach”. Była również bardzo krytyczna wobec braku mapy i funkcji automatycznego zapisu, uważając, że punkty zapisu są nierównomiernie rozmieszczone.
Will Tuttle z GameSpy pochwalił oprawę, atmosferę i kamerę w widoku zza ramienia, ale skrytykował brak mapy. Określił jednak grę mianem solidnego thrillera. JP Hurh z Game Revolution skrytykował długość gry, brak mapy i funkcję automatycznego zapisu, którą uznał za zbyt losową. Pochwalił grafikę i udźwiękowienie, ale podsumował: „Z tak dużą uwagą poświęconą otoczeniu Darkworks prawie stworzyło świetną grę. Niestety, to tylko połowa świetnej gry [...]. Zakończenie oraz wiele fragmentów gry  wydają się pospiesznie wykonane".